# کومانتو، مالی
کومانتو (به لاتین: Koumantou) یک منطقهٔ مسکونی در مالی است که در استان سیکاسو واقع شده‌است.
 کومانتو  ۵۱٬۳۴۸ نفر جمعیت دارد.